# Gérard Essomba
Gérard Essomba Many, né à Yaoundé, dans la Région du centre au Cameroun, est un acteur, réalisateur et producteur camerounais.

## Biographie

### Enfance, études et débuts
En 1958, il quitte le Cameroun pour Marseille et est pris en main par Tania Balachova, une russe lui apprend les bases du métier d'acteur de théâtre. Il effectue aussi ses études en art dramatique dans plusieurs institutions, notamment à Censier, à l’université du théâtre et à la cité internationale.

### Carrière
En 1985, il entame une carrière au théâtre en jouant dans Malcolm X à la faculté de Nanterre en France. Il interprète des petits rôles dans diverses pièces, telles La putain respectueuse de Jean-Paul Sartre, La tragédie du roi Christophe d’Aimé Césaire et Les brumes de Manchester de Frédéric Dard. Il fait du cinéma et apparait dans le film  Les coopérants  d’Arthur Si Bita,. Entre 1979 et 1980, il joue dans le film La légion saute sur Kolwezi. En 1989, il incarne le personnage de Toussaint Louverture dans le spectacle/événement Toussaint Louverture par lequel se conclut le sommet francophone de Dakar et qui réunit une distribution prestigieuse : Jean-Claude Brialy, Toto Bissainthe, Jacques Perrin, la troupe du théâtre Daniel Sorano (Dakar), l'orchestre de Doudou Ndiaye Rose… En 1993, il joue dans Rue Princesse de ivoirien Henri Duparc et en 1998 il joue dans Pièces d’identités du congolais Dieudonné Mwezé Ngangura. Il a aussi participé à plusieurs films radiophoniques. Après cette époque, il passe derrière la caméra et devient réalisateur notamment avec son premier film L'enfant peau rouge et rentre au Cameroun en 2009.

## Filmographie
Acteur
- 1978 : La légion saute sur Kolwezi : Bia Kombo
- 1991 : Rue Princesse
- 1998 : Pièces d'identités : Mani Kongo
- 2002 : Daresalam : Adoum
- 2007 : Capitaine Achab : le charpentier
- 2008 : Mambety for Ever
- 2016 : Walls[3]
- 2017 : Ligne de vie[4]
- 2017 : La forêt du Niolo[5]

Réalisateur
- 2009 : L'Enfant peau-rouge  (court-métrage)

## Doublage
- 1978 : La Taverne de l'enfer : Big Glory (Frank McRae)
- 1990 : Mo' Better Blues : Butterbean Jones (Robin Harris)
- 1992 : Sarafina ! : le principal (John Kani)
- 1992 : Monsieur le député : Van Dyke (Sonny Jim Gaines)
- 1999 : Cookie's Fortune : Willis Richland (Charles S. Dutton)
- 2006 : Syriana : Bennett Holiday Sr. (William C. Mitchell)